# Copa del Món de Futbol de 1986 - Grup E
El Grup E de la Copa del Món de Futbol 1986, disputada a Mèxic, formava part de la primera fase de la competició. Estava compost per quatre equips, que s'enfrontaren entre ells amb un total de 6 partits. El dos més ben classificats van passar a la ronda següent, mentre que el tercer optava a una altra plaça per la fase final. Dels 6 equips que van acabar tercers, només 4 podien passar ronda.

## Integrants
El grup E està integrat per les seleccions següents:
| Dinamarca | Alemanya Occidental | Uruguai | Escòcia |
| --------- | ------------------- | ------- | ------- |

## Classificació
| Pos | Equip               | PJ | PG | PE | PP | GF | GC | DG | Pts | Classificació                      |
| --- | ------------------- | -- | -- | -- | -- | -- | -- | -- | --- | ---------------------------------- |
| 1   | Dinamarca           | 3  | 3  | 0  | 0  | 9  | 1  | +8 | 6   | Avança a la fase final             |
| 2   | Alemanya Occidental | 3  | 1  | 1  | 1  | 3  | 4  | −1 | 3   | Avança a la fase final             |
| 3   | Uruguai             | 3  | 0  | 2  | 1  | 2  | 7  | −5 | 2   | Opta a una plaça per la fase final |
| 4   | Escòcia             | 3  | 0  | 1  | 2  | 1  | 3  | −2 | 1   |                                    |

## Partits

### Uruguai vs Alemanya Occidental
| Uruguai      | 1–1     | Alemanya Occidental |
| ------------ | ------- | ------------------- |
| Alzamendi 4' | Informe | Allofs 84'          |

| Uruguai | Alemanya Occidental |

| POR            | 12 | Fernando Álvez        |     |     |
| DEF            | 2  | Nelson Gutiérrez      |     |     |
| DEF            | 3  | Eduardo Mario Acevedo |     |     |
| DEF            | 4  | Víctor Diogo          | 28' |     |
| DEF            | 6  | José Batista          |     |     |
| MIG            | 5  | Miguel Bossio         |     |     |
| MIG            | 8  | Jorge Barrios (c)     |     | 56' |
| MIG            | 11 | Sergio Santín         |     |     |
| MIG            | 10 | Enzo Francescoli      |     |     |
| DAV            | 9  | Jorge da Silva        |     |     |
| DAV            | 7  | Antonio Alzamendi     |     | 80' |
| Substitucions: |    |                       |     |     |
| MIG            | 16 | Mario Saralegui       | 62' | 56' |
| DAV            | 19 | Venancio Ramos        |     | 80' |
| Seleccionador: |    |                       |     |     |
| Omar Borrás    |    |                       |     |     |

| POR               | 1  | Harald Schumacher (c) |  |     |
| DEF               | 2  | Hans-Peter Briegel    |  |     |
| DEF               | 4  | Karlheinz Förster     |  |     |
| DEF               | 6  | Norbert Eder          |  |     |
| DEF               | 14 | Thomas Berthold       |  |     |
| DEF               | 15 | Klaus Augenthaler     |  |     |
| DEF               | 3  | Andreas Brehme        |  | 46' |
| MIG               | 10 | Felix Magath          |  |     |
| MIG               | 8  | Lothar Matthäus       |  | 75' |
| DAV               | 19 | Klaus Allofs          |  |     |
| DAV               | 9  | Rudi Völler           |  |     |
| Substitucions:    |    |                       |  |     |
| MIG               | 7  | Pierre Littbarski     |  | 46' |
| DAV               | 11 | Karl-Heinz Rummenigge |  | 75' |
| Seleccionador:    |    |                       |  |     |
| Franz Beckenbauer |    |                       |  |     |

### Escòcia vs Dinamarca
| Escòcia | 0–1     | Dinamarca         |
| ------- | ------- | ----------------- |
|         | Informe | Elkjær Larsen 57' |

| Escòcia | Dinamarca |

| POR            | 1  | Jim Leighton       |  |     |
| DEF            | 2  | Richard Gough      |  |     |
| DEF            | 5  | Alex McLeish       |  |     |
| DEF            | 6  | Willie Miller      |  |     |
| DEF            | 3  | Maurice Malpas     |  |     |
| MIG            | 7  | Gordon Strachan    |  | 74' |
| MIG            | 8  | Roy Aitken         |  |     |
| MIG            | 4  | Graeme Souness (c) |  |     |
| MIG            | 13 | Steve Nicol        |  |     |
| DAV            | 19 | Charlie Nicholas   |  |     |
| DAV            | 20 | Paul Sturrock      |  | 61' |
| Substitucions: |    |                    |  |     |
| MIG            | 16 | Frank McAvennie    |  | 61' |
| DAV            | 9  | Eamonn Bannon      |  | 74' |
| Seleccionador: |    |                    |  |     |
| Alex Ferguson  |    |                    |  |     |

| POR            | 1  | Troels Rasmussen     |     |     |
| DEF            | 3  | Søren Busk           |     |     |
| DEF            | 4  | Morten Olsen (c)     |     |     |
| DEF            | 5  | Ivan Nielsen         |     |     |
| DEF            | 12 | Jens Jørn Bertelsen  |     |     |
| MIG            | 6  | Søren Lerby          |     |     |
| MIG            | 8  | Jesper Olsen         |     | 80' |
| MIG            | 15 | Frank Arnesen        |     | 74' |
| MIG            | 11 | Michael Laudrup      |     |     |
| DAV            | 9  | Klaus Berggreen      | 84' |     |
| DAV            | 10 | Preben Elkjær Larsen |     |     |
| Substitucions: |    |                      |     |     |
| DEF            | 2  | John Sivebæk         |     | 74' |
| MIG            | 7  | Jan Mølby            |     | 80' |
| Seleccionador: |    |                      |     |     |
| Sepp Piontek   |    |                      |     |     |

### Alemanya Occidental vs Escòcia
| Alemanya Occidental     | 2–1     | Escòcia      |
| ----------------------- | ------- | ------------ |
| Völler 23' · Allofs 49' | Informe | Strachan 18' |

| Alemanya Occidental | Escòcia |

| POR               | 1  | Harald Schumacher (c) |  |     |
| DEF               | 2  | Hans-Peter Briegel    |  | 63' |
| DEF               | 4  | Karlheinz Förster     |  |     |
| DEF               | 6  | Norbert Eder          |  |     |
| DEF               | 14 | Thomas Berthold       |  |     |
| DEF               | 15 | Klaus Augenthaler     |  |     |
| MIG               | 10 | Felix Magath          |  |     |
| MIG               | 8  | Lothar Matthäus       |  |     |
| MIG               | 7  | Pierre Littbarski     |  | 75' |
| DAV               | 19 | Klaus Allofs          |  |     |
| DAV               | 9  | Rudi Völler           |  |     |
| Substitucions:    |    |                       |  |     |
| DEF               | 17 | Ditmar Jakobs         |  | 63' |
| DAV               | 11 | Karl-Heinz Rummenigge |  | 75' |
| Seleccionador:    |    |                       |  |     |
| Franz Beckenbauer |    |                       |  |     |

| POR            | 1  | Jim Leighton       |     |     |
| DEF            | 2  | Richard Gough      |     |     |
| DEF            | 6  | Willie Miller      |     |     |
| DEF            | 14 | Dave Narey         |     |     |
| DEF            | 3  | Maurice Malpas     | 74' |     |
| MIG            | 9  | Eamonn Bannon      | 44' | 74' |
| MIG            | 8  | Roy Aitken         |     |     |
| MIG            | 7  | Gordon Strachan    |     |     |
| MIG            | 4  | Graeme Souness (c) |     |     |
| MIG            | 13 | Steve Nicol        |     | 61' |
| DAV            | 17 | Steve Archibald    | 30' |     |
| Substitucions: |    |                    |     |     |
| MIG            | 16 | Frank McAvennie    |     | 61' |
| MIG            | 21 | Davie Cooper       |     | 74' |
| Seleccionador: |    |                    |     |     |
| Alex Ferguson  |    |                    |     |     |

### Dinamarca vs Uruguai
| Dinamarca                                                            | 6–1     | Uruguai              |
| -------------------------------------------------------------------- | ------- | -------------------- |
| Elkjær Larsen 11', 67', 80' · Lerby 41' · Laudrup 52' · J. Olsen 88' | Informe | Francescoli 45' (p.) |

| Dinamarca | Uruguai |

| POR            | 1  | Troels Rasmussen     |    |     |
| DEF            | 3  | Søren Busk           |    |     |
| DEF            | 4  | Morten Olsen (c)     |    |     |
| DEF            | 5  | Ivan Nielsen         | 7' |     |
| DEF            | 21 | Henrik Andersen      |    |     |
| DEF            | 12 | Jens Jørn Bertelsen  |    | 57' |
| MIG            | 6  | Søren Lerby          |    |     |
| MIG            | 15 | Frank Arnesen        |    |     |
| MIG            | 11 | Michael Laudrup      |    | 81' |
| DAV            | 9  | Klaus Berggreen      |    |     |
| DAV            | 10 | Preben Elkjær Larsen |    |     |
| Substitucions: |    |                      |    |     |
| MIG            | 7  | Jan Mølby            |    | 57' |
| MIG            | 8  | Jesper Olsen         |    | 81' |
| Seleccionador: |    |                      |    |     |
| Sepp Piontek   |    |                      |    |     |

| POR            | 12 | Fernando Álvez            |          |     |
| DEF            | 2  | Nelson Gutiérrez          |          |     |
| DEF            | 3  | Eduardo Mario Acevedo (c) |          |     |
| DEF            | 4  | Víctor Diogo              |          |     |
| DEF            | 6  | José Batista              |          |     |
| MIG            | 5  | Miguel Bossio             | 13', 19' |     |
| MIG            | 16 | Mario Saralegui           |          |     |
| MIG            | 11 | Sergio Santín             |          | 57' |
| MIG            | 10 | Enzo Francescoli          |          |     |
| DAV            | 9  | Jorge da Silva            | 35'      |     |
| DAV            | 7  | Antonio Alzamendi         |          | 57' |
| Substitucions: |    |                           |          |     |
| MIG            | 17 | José Zalazar              |          | 57' |
| DAV            | 19 | Venancio Ramos            |          | 57' |
| Seleccionador: |    |                           |          |     |
| Omar Borrás    |    |                           |          |     |

### Dinamarca vs Alemanya Occidental
| Dinamarca                       | 2–0     | Alemanya Occidental |
| ------------------------------- | ------- | ------------------- |
| J. Olsen 43' (p.) · Eriksen 62' | Informe |                     |

| Dinamarca | Alemanya Occidental |

| POR            | 22 | Lars Høgh            |          |     |
| DEF            | 2  | John Sivebæk         |          |     |
| DEF            | 3  | Søren Busk           |          |     |
| DEF            | 4  | Morten Olsen (c)     |          |     |
| DEF            | 21 | Henrik Andersen      |          |     |
| MIG            | 15 | Frank Arnesen        | 36', 88' |     |
| MIG            | 7  | Jan Mølby            |          |     |
| MIG            | 8  | Jesper Olsen         |          | 71' |
| MIG            | 6  | Søren Lerby          |          |     |
| MIG            | 11 | Michael Laudrup      |          |     |
| DAV            | 10 | Preben Elkjær Larsen |          | 46' |
| Substitucions: |    |                      |          |     |
| DAV            | 19 | John Eriksen         |          | 46' |
| DAV            | 14 | Allan Simonsen       |          | 71' |
| Seleccionador: |    |                      |          |     |
| Sepp Piontek   |    |                      |          |     |

| POR               | 1  | Harald Schumacher (c) |     |     |
| DEF               | 4  | Karlheinz Förster     |     | 71' |
| DEF               | 5  | Matthias Herget       |     |     |
| DEF               | 6  | Norbert Eder          | 48' |     |
| DEF               | 14 | Thomas Berthold       |     |     |
| DEF               | 17 | Ditmar Jakobs         | 51' |     |
| DEF               | 3  | Andreas Brehme        |     |     |
| MIG               | 21 | Wolfgang Rolff        |     | 46' |
| MIG               | 8  | Lothar Matthäus       |     |     |
| DAV               | 19 | Klaus Allofs          |     |     |
| DAV               | 9  | Rudi Völler           |     |     |
| Substitucions:    |    |                       |     |     |
| MIG               | 7  | Pierre Littbarski     |     | 46' |
| DAV               | 11 | Karl-Heinz Rummenigge |     | 71' |
| Seleccionador:    |    |                       |     |     |
| Franz Beckenbauer |    |                       |     |     |

### Escòcia vs Uruguai
| Escòcia | 0–0     | Uruguai |
| ------- | ------- | ------- |
|         | Informe |         |

| Escòcia | Uruguai |

| POR            | 1  | Jim Leighton      |     |     |
| DEF            | 2  | Richard Gough     |     |     |
| DEF            | 6  | Willie Miller (c) |     |     |
| DEF            | 14 | David Narey       | 48' |     |
| DEF            | 15 | Arthur Albiston   |     |     |
| MIG            | 7  | Gordon Strachan   |     |     |
| MIG            | 8  | Roy Aitken        |     |     |
| MIG            | 11 | Paul McStay       |     |     |
| MIG            | 13 | Steve Nicol       | 62' | 70' |
| DAV            | 18 | Graeme Sharp      |     |     |
| DAV            | 20 | Paul Sturrock     |     | 70' |
| Substitucions: |    |                   |     |     |
| DAV            | 19 | Charlie Nicholas  |     | 70' |
| MIG            | 21 | Davie Cooper      |     | 70' |
| Seleccionador: |    |                   |     |     |
| Alex Ferguson  |    |                   |     |     |

| POR            | 12 | Fernando Álvez        | 87' |     |
| DEF            | 2  | Nelson Gutiérrez      |     |     |
| DEF            | 3  | Eduardo Mario Acevedo |     |     |
| DEF            | 4  | Víctor Diogo          | 72' |     |
| DEF            | 6  | José Batista          | 1'  |     |
| DEF            | 14 | Darío Pereyra         |     |     |
| MIG            | 8  | Jorge Barrios (c)     |     |     |
| MIG            | 11 | Sergio Santín         |     |     |
| MIG            | 10 | Enzo Francescoli      |     | 84' |
| DAV            | 21 | Wilmar Cabrera        | 32' |     |
| DAV            | 19 | Venancio Ramos        |     | 70' |
| Substitucions: |    |                       |     |     |
| MIG            | 16 | Mario Saralegui       |     | 70' |
| DAV            | 7  | Antonio Alzamendi     |     | 84' |
| Seleccionador: |    |                       |     |     |
| Omar Borrás    |    |                       |     |     |